# 堀晃
堀 晃（ほり あきら、1944年6月21日 -）は、日本の小説家、SF作家。
兵庫県たつの市（旧龍野市）生まれ。創作落語も手掛けるが、作品数は少ない。宇宙作家クラブ会員。日本SF作家クラブの会員だったが、2014年現在は退会している。兄の堀龍之は松下通信工業常務取締役となったが、ともにSFファンであり、SF作品の共作多数。 

## 人物
高校時代からSFファンとして活動。大学卒業後は、繊維メーカー敷島紡績（のちにシキボウ）勤務と並行して同人作家活動を行い、SFを書き続けてきた、いわゆる兼業作家であった。筒井康隆主宰の同人誌「NULL」（旧新　いずれも）への複数の作品の掲載や、後に「イカロスの翼」と改題され商業誌デビューとなった作品は自身の同人誌から「宇宙塵」に転載されるなど、プロデビュー以前からファンダムの中でもプロの目に触れる所で評価されていた。
日本では数少なかったハードSFの書き手である。情報理論や熱力学の法則などの基本理論を正面から、あるいはおおいにヒネってSFの題材として料理したアイデア・ストーリーが多いが、理工分野にとどまらず純文学や、社会科学なども広く興味の対象にあり、それらもまた作品に反映されている。
落語などの「笑い」が大好きという一面もある。そのためか、作風はまったく異なるが同じ関西在住で、しかも同年代でかつ同時期にデビューしたかんべむさしとは馬が会い、長年にわたり親しく交際し、また共著も出している。
やはり同じ関西在住で、堀作品を高く評価する小松左京（『太陽風交点』の日本SF大賞受賞の際に強く推薦し、文庫本の解説を書いた）とも懇意であり、小松経由で桂米朝門下の落語家とも交流がある。亡くなった桂歌之助については、編集委員の一人として遺稿集の自費出版に参加した。
これまた関西在住の筒井康隆とは、筒井の同人誌である第一期『NULL』時代からの親交があり（創刊翌年の1961年、高校2年生時点で入会し、翌年筒井の面識を得た）、筒井関係のイベント（冷し中華祭り、『ザ・ウチアゲ』など）にも参加している。また、1973年の筒井の短編「熊の木本線」に登場する架空の民謡「熊の木節」に曲をつけ振り付けも考えて、筒井ファンに披露した。
熱心なジャズファンでもある。どちらかと言えば古いスタイルのジャズ、特にクラリネットを好み、滝川雅弘、谷口英治、ニューオリンズ・ラスカルズなどのファンである。その一方で筒井経由で山下洋輔トリオとも親交があり、かつては、山下トリオが大阪に来ると必ず筒井、かんべらと共に聴きに来ていた。今でも都合が許す限りライブに足を運んでおり、また「森山威男研究会」も主宰している。
また、筒井との交流からASAHIネット主催の、「パスカル短篇文学新人賞」の審査員をつとめた。その審査員たち、筒井康隆、小林恭二、薄井ゆうじ、佐藤亜紀との5名で、「JALInet」(JAPAN LITERATURE net)を、発起人として立ち上げた。
コミケット・SF大会などで活動する理系集団「カフェ・サイファイティーク」（マッドサイエンティスト・カフェ）の一員としても活動。
また、「小説講座」の講師をつとめている「創作サポートセンター」が主催する「大阪ショートショート大賞」の選考委員。
趣味は立ち食いうどんの食べ歩きで、関西のTV番組でそのことを公表した。
また、若い頃より詳細な日記を記述しており、その内容を自身のサイトに記述する予定であるが、作業はあまり進んでいない。

## 略歴
- 1944年 - 兵庫県龍野市に生まれる。
- 淳心学院高校在学中より同人作家となる。1961年[1]、SF同人誌『NULL』『宇宙塵』に参加。
- 1964年、大阪大学基礎工学部機械工学科入学[1]。大学ではSF同人誌『パラノイア』やSFファンジン『タイムパトロール』を刊行している。
- 1969年[1]、大阪大学基礎工学部卒。繊維メーカー勤務。
- 1970年 - 短編『イカルスの翼』が『SFマガジン』6月号に掲載（商業誌デビュー）。この後、4年間、学習雑誌への数篇を除き、作品の発表なし[2]。
- 1974年 - 復刊した『NULL」に参加して作品を発表。ネオ・ヌルの例会でかんべむさしと知り合う。京都で開催された日本SF大会「MIYACON」の名誉大会委員長となる[2]。
- 1976年 - 『SFマガジン』4月号に『暗黒星団』が掲載され、作家活動を再開する[2]。日本SF作家クラブ会員となる[2]。
- 1981年 - 短編集『太陽風交点』で第1回日本SF大賞を受賞[3]。この受賞にあたっては、小松左京の強い推薦があった。だが、この作品の文庫化に際して、早川書房との間で『太陽風交点』事件と呼ばれる訴訟が起きた。裁判は泥沼となり、堀は勝訴したが、作家としての本格的な活動開始時期に、大きな痛手となった。堀はいまだに、早川書房と、当時の『SFマガジン』編集長今岡清、そして、その訴訟に関わった弁護士五十嵐敬喜を許しておらず、「早川書房から発行された本は、以降、一切買わない（読む場合でも自分では買わない）」という道を貫いている。
- 1989年 - 唯一の長編『バビロニア・ウェーブ』で第20回星雲賞日本長編賞を受賞。
- 1994年 - SF同人誌『SOLITON』を主宰する。
- 1996年 - 『SOLITON』がSFファンジン大賞を受賞。
- 1997年 - SFファン活動における功績により柴野拓美賞を受賞。
- 1998年 - 『SOLITON』8号で終刊。同年、『SOLITON』は二度目のSFファンジン大賞を受賞。
- 2007年 - 世界SF大会・NIPPON2007での企画「サイエンスとサイエンスフィクションの最前線、そして未来へ！」に参加。
- 2014年 - 日本SF作家クラブを退会。

## 作品一覧
（主として文庫を含む単行本の一覧）

### 単著
- 『太陽風交点』（早川書房、1979年　のち徳間文庫）
- 『エネルギー救出作戦』（作品社、1980年　のち新潮文庫）
- 『梅田地下オデッセイ』（ハヤカワ文庫、1981年）
  - 石原藤夫による、SF出版史上空前絶後といわれる長大で、また本格的な「堀晃論」となっている解説（図面入り60頁）つき。
- 『恐怖省』（集英社文庫、1982年）
- 『マッドサイエンス入門』（新潮文庫、1986年）
- 『漂着物体X』（双葉社、1987年　のち文庫）
- 『バビロニア・ウェーブ』（徳間書店、1988年　のち創元SF文庫）　唯一の長編
- 『地球は青い宝石』（ペップ出版、1991年）
- 『遺跡の声』（アスキー（アスペクトノベルス）、1996年　のち創元SF文庫）　トリニティシリーズの総集編
- 『地球環』（ハルキ文庫、2000年）　情報サイボーグシリーズの総集編

### 共著・アンソロジー
- 『SF街道二人旅』（かんべむさしとの共著、徳間書店、1981年　のち文庫）
- 『時空いちびり百景』（かんべむさしとの共著、毎日新聞社、1989年）
- 『仮想年代記』（大原まり子、かんべむさし、山田正紀、梶尾真治との共著、アスペクト、1995年）
- 『サイエンス・イマジネーション』（瀬名秀明編、NIPPON2007での企画の単行本化。座談会および短編「笑う闇」収録）
- 『人工知能の見る夢は AIショートショート集』（人工知能学会編、文春文庫、2017年。「当業者を命ず」収録）
- 『GENESiS 一万年の午後 創元日本SFアンソロジー1』（東京創元社、2018年12月。「10月2日を過ぎても」収録）
- 『GENESiS されど星は流れる 創元日本SFアンソロジー3』（東京創元社、2020年8月。「循環」収録）

## 出演
- 愛國戰隊大日本（富士山将軍役。自主製作映画。監督赤井孝美　特撮監督庵野秀明）
※初回上映時はそのままクレジットされたが、のちに堀本人からクレジットを隠すように製作者に申し出があったため、以後公の上映・ビデオ・DVDソフト化されてからは堀の氏名と顔の露出をしないようぼかし処理が施された。（経緯当該項参照）